# Хорхе Мартін Нуньєс
Хорхе Мартін Нуньєс (ісп. Jorge Martín Núñez, нар. 22 січня 1978, Асунсьйон) — парагвайський футболіст, що грав на позиції захисника.
Виступав, зокрема, за клуб «Серро Портеньйо», а також національну збірну Парагваю.

## Клубна кар'єра
Хорхе Нуньєс, що народився в парагвайської столиці Асунсьйоні, починав свою професійну кар'єру в місцевому гранді «Серро Портеньйо». У 1996 році він дебютував в чемпіонаті Парагваю і в своєму першому сезоні був основним гравцем клубу. Тоді ж він виграв свій перший титул чемпіона Парагваю. У наступних сезонах Нуньєс частіше опинявся на лаві запасних, ніж грав.
У 2000 році він перейшов в інший іменитий столичний клуб «Гуарані» (Асунсьйон), де відіграв 2 роки. У 2002 році він повернувся в «Серро Портеньйо», за який виступав наступні півтора року.
Влітку 2003 року Нуньєс перебрався в Аргентину, в команду «Банфілд». Сезон 2003/04 він провів у цьому клубі, а сезон 2004/05 в іншому клубі з Буенос-Айреса — «Арсенал» (Саранді). Протягом Апертури 2005 Нуньєс виступав за «Расинг» (Авельянеда), а в Клаусурі 2006 — за «Естудьянтес».
До другої половині 2006 року Нуньєс залишився без клубу, а на початку 2007 року він знову підписав контракт з «Серро Портеньйо», в якому провів півтора сезони, взявши участь у 54 матчах чемпіонату, забивши 3 голи.
2008 року знову повернувся в Аргентину, де виступав за «Росаріо Сентраль», та, на правах оренди, за клуб «Чакаріта Хуніорс». Після цього повернувся на батьківщину, де грав за клуби  «Рубіо Нью», «Індепендьєнте» (Асунсьйон), «Хенераль Кабальєро» та «Депортіво Капіата», де і завершив професійну ігрову кар'єру у 2013 році.

## Виступи за збірну
2 квітня 2003 року дебютував в офіційних матчах у складі національної збірної Парагваю в товариському матчі проти збірної Гондурасу (1:1). Єдиний гол він провів у ворота збірної Болівії 8 червня 2005 року, в рамках відбіркового турніру чемпіонату світу 2006. Нуньєс встановив остаточний рахунок (4:1) на користь господарів поєдинку.
Хорхе Нуньєс потрапив до складу збірної Парагваю на чемпіонаті світу 2006 року у Німеччині. З трьох матчів Парагваю на турнірі Нуньєс з'являвся на полі у всіх трьох. У першому матчі проти збірної Англії він на 82-й хвилині замінив захисника Деліо Толедо. У двох наступних іграх (проти Швеції і Тринідаду і Тобаго) Нуньєс виходив на поле в стартовому складі і проводив там всі 90 хвилин.
Протягом кар'єри у національній команді, яка тривала 6 років, провів у формі головної команди країни 23 матчі, забивши 1 гол.